# Amy (démon)

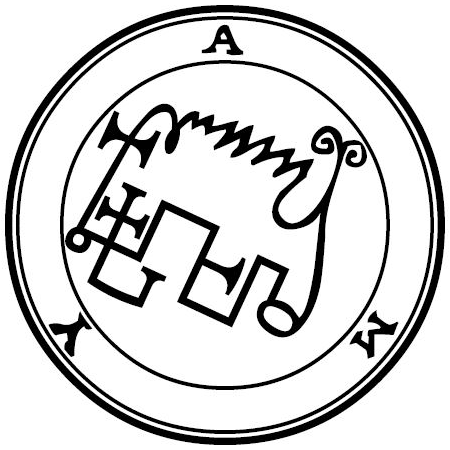
Le sceau de Amy selon Mathers.

Amy est un démon issu des croyances de la goétie, science occulte de l'invocation d'entités démoniaques. 
Le Lemegeton le mentionne en 58e position de sa liste de démons. L'ouvrage lui donne le titre de président des enfers. Invoqué, il apparait sous la forme d'un brasier, mais prend ensuite forme humaine. Il enseigne les sciences libérales et l'astrologie. Il peut fournir de bons familiers à ceux qui le demandent et révéler l'emplacement des trésors, à condition que ceux-ci soient gardés par des esprits. Il dirige 36 légions de démons.
La Pseudomonarchia Daemonum le mentionne en 61e position de sa liste de démons et lui donne des caractéristiques similaires.